# Property Specification Language
Die Property Specification Language (PSL; deutsch etwa Beschreibungssprache für Eigenschaften) wurde von Accellera entwickelt, um Eigenschaften oder Assertions beim Entwurf von Hardware-Designs zu spezifizieren. Diese Eigenschaften können dann simuliert oder formal verifiziert werden.  Seit September 2004 wurde die Standardisierung der Sprache durch die IEEE 1850 Arbeitsgruppe vorangetrieben.  Im September 2005, wurde der IEEE 1850 Standard for Property Specification Language (PSL) offiziell vorgestellt.
Die Property Specification Language soll in einer Vielzahl von Hardwarebeschreibungssprachen einsetzbar sein. Zum Beispiel:
- VHDL (IEEE 1076)
- Verilog (IEEE 1364)
- SystemVerilog (IEEE 1800)
- SystemC durch die OSCI